# Льенар, Ашиль
Ашиль Льенар (фр. Achille Liénart; 7 февраля 1884, Лилль, Франция — 15 февраля 1973, там же) — французский кардинал. Епископ Лилля с 6 октября 1928 по 14 марта 1968. Председатель Конференции католических епископов Франции в 1948-1964. Прелат nullius Миссии Франции с 13 ноября 1954 по 30 ноября 1964. Кардинал-священник с 30 июня 1930, с титулом церкви Сан-Систо с 3 июля 1930.